# Kristina Giesel
Kristina Giesel (* 1977) ist eine deutsche Physikerin und Professorin an der Friedrich-Alexander-Universität Erlangen-Nürnberg.

## Leben und Werk
Von 1996 bis 2003 studierte Kristina Giesel Physik an der Christian-Albrechts-Universität zu Kiel, der Technischen Universität Dortmund und an der University of Warwick in Großbritannien.
2003 wechselte sie als Doktorandin an die Universität Potsdam. Nach einem Aufenthalt am Perimeter Institute for Theoretical Physics in Kanada erfolgte 2006 die Promotion. Ihre Dissertation „On the consistency of loop quantum gravity with general relativity“ wurde von der Uni Potsdam mit dem Michelson-Preis für die beste Promotion ausgezeichnet. Außerdem erhielt Kristina Giesel 2007 den Carl-Ramsauer-Preis für herausragende Dissertationen auf naturwissenschaftlich-technischem Gebiet.
Zwischen 2006 und 2010 war sie als Postdoktorandin an verschiedenen Forschungsinstituten in Deutschland und Skandinavien tätig.
2010 erhielt Kristina Giesel den Ruf als Assistant Professor an die Louisiana State University in Baton Rouge. 2011 erfolgte der Ruf als Professorin für Theoretische Physik an die Friedrich-Alexander-Universität Erlangen-Nürnberg. Seitdem ist sie dort als Professorin tätig.

## Veröffentlichungen (Auswahl)
- On the consistency of loop quantum gravity with general relativity, Potsdam, Univ., Diss., 2006.
- Reduced loop quantization with four Klein–Gordon scalar fields as reference matter. Kristina Giesel; Almut Vetter, in: Classical and Quantum Gravity 36.14, Erlangen; Nürnberg, Verlag Friedrich-Alexander-Universität Erlangen-Nürnberg, 2019. https://doi.org/10.1088/1361-6382/ab26f4.
- Dynamics of Dirac Observables in Canonical Cosmological Perturbation Theory. Kristina Giesel et al. 2019. https://doi.org/10.1088/1361-6382/ab0ed.
- Dynamical Properties of the Mukhanov-Sasaki Hamiltonian in the Context of Adiabatic Vacua and the Lewis-Riesenfeld Invariant. Max Joseph Fahn, Kristina Giesel, Michael Kobler, in: Universe 5.7, MDPI, 2019. https://doi.org/10.3390/universe5070170
- Coherent States for Fractional Powers of the Harmonic Oscillator Hamiltonian. Kristina Giesel; Almut Vetter, in: Universe 7.11, MDPI, 2021. https://doi.org/10.3390/universe7110442.
- An Open Scattering Model in Polymerized Quantum Mechanics. Kristina Giesel, Michael Kober, in: Mathematics 10.22, MDPI, 2022. https://doi.org/10.3390/math10224248.